# Dongshan Yizu Xiang (socken i Kina, lat 25,59, long 100,90)
Dongshan Yizu Xiang (kinesiska: 东山, 东山彝族乡) är en socken i Kina. Den ligger i provinsen Yunnan, i den sydvästra delen av landet, omkring 190 kilometer väster om provinshuvudstaden Kunming.
Genomsnittlig årsnederbörd är 919 millimeter. Den regnigaste månaden är augusti, med i genomsnitt 222 mm nederbörd, och den torraste är januari, med 7 mm nederbörd.